# Schandpaal (Mespelare)

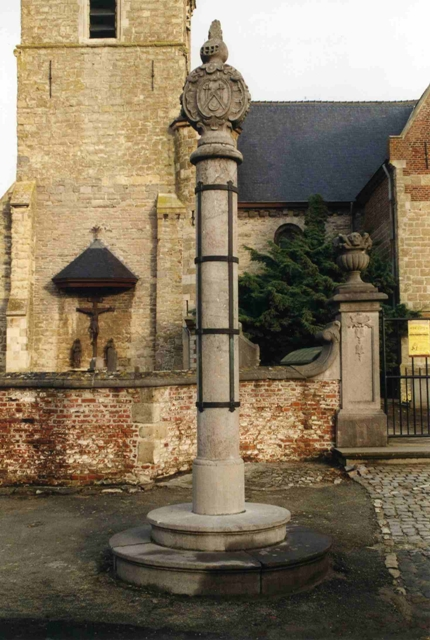
Schandpaal

De schandpaal is een monument in de tot de Oost-Vlaamse gemeente Dendermonde behorende plaats Mespelare, gelegen aan de Mespelarestraat.

## Geschiedenis
De schandpaal werd opgericht in de 2e helft van de 18e eeuw door de toenmalige heren van Mespelare, de familie Goubau. In 1961 werd de paal gerestaureerd en werd ook de bekroning, die zich tot dan toe in het Stadsmuseum van Dendermonde bevond, teruggeplaatst.

## Object
Het betreft een zuil van blauwe hardsteen die door een metalen verankering bijeen wordt gehouden, waarboven een ornament met het wapenschild van de familie Goubau dat bekroond is met een ridderhelm.